# Laze, Gorenja Vas–Poljane
Laze är en by och en campingplats i kommunen Gorenja vas-Poljane i Slovenien. Förutom campingen är byn mest känd för sin produktion av snaps och honung. Laze ligger på gångavstånd från den större byn Leskovica, där bland annat kyrka och restaurang finns.